# Spinc-Struktur
Eine Spinᶜ-Struktur (oder komplexe Spin-Struktur) ist im mathematischen Teilgebiet der Spin-Geometrie, wiederum ein Teilgebiet der Differentialgeometrie, eine klassifizierende Abbildung, die für spezielle orientierbare Mannigfaltigkeiten existieren kann. Solche Mannigfaltigkeiten werden Spinᶜ-Mannigfaltigkeiten genannt. C steht dabei für die komplexen Zahlen, welche mit {\displaystyle \mathbb {C} } notiert werden und in der Definition der zugrundeliegenden Spinᶜ-Gruppe auftauchen. In vier Dimensionen zerfällt eine Spinᶜ-Struktur in zwei komplexe Ebenenbündel, welche für die Beschreibung von negativer und positiver Chiralität von Spinoren dient, etwa bei der Dirac-Gleichung aus der relativistischen Quantenfeldtheorie. Eine zentrale Anwendung finden Spinᶜ-Strukturen ebenso in der Seiberg-Witten-Theorie, in welcher diese für das Studium von glatten Strukturen auf 4-Mannigfaltigkeiten verwendet werden.

## Definition
Sei {\displaystyle M} eine {\displaystyle n}-dimensionale orientierbare Mannigfaltigkeit. Ihr Tangentialbündel {\displaystyle TM} wird über den Rückzug von Vektorbündeln durch eine klassifizierende Abbildung {\displaystyle M\rightarrow \operatorname {BSO} (n)} in den klassifizierenden Raum {\displaystyle \operatorname {BSO} (n)} der speziellen orthogonalen Gruppe {\displaystyle \operatorname {SO} (n)} beschrieben. Diese kann über die von der kanonischen Projektion {\displaystyle \operatorname {Spin} ^{\mathrm {c} }(n)\twoheadrightarrow \operatorname {SO} (n)} induzierte Abbildung {\displaystyle \operatorname {BSpin} ^{\mathrm {c} }(n)\twoheadrightarrow \operatorname {BSO} (n)} faktorisieren. In diesem Fall hebt sich die klassifizierende Abbildung des Tangentialbündels zu einer Abbildung {\displaystyle M\rightarrow \operatorname {BSpin} ^{\mathrm {c} }(n)} in den klassifizierenden Raum {\displaystyle \operatorname {BSpin} ^{\mathrm {c} }(n)} der Spinᶜ-Gruppe {\displaystyle \operatorname {Spin} ^{\mathrm {c} }(n)}, welche Spinᶜ-Struktur genannt wird.
Die möglichen Hebungen entsprechen durch Bijektion eineindeutig der Homotopieklasse {\displaystyle [M,\operatorname {BU} (1)]} der stetigen Abbildungen in den klassifizierenden Raum {\displaystyle \operatorname {BU} (1)\cong \operatorname {BSO} (2)\cong \mathbb {C} P^{\infty }} der ersten unitären Gruppe {\displaystyle \operatorname {U} (1)\cong \operatorname {SO} (2)}, welche als andere Komponente der Spinᶜ-Gruppe die Transformation der Fasern kontrolliert. Da {\displaystyle \operatorname {BU} (1)\simeq K(\mathbb {Z} ,2)} ebenfalls ein Eilenberg-MacLane-Raum ist, welcher Homologie klassifiziert, werden Spinᶜ-Strukturen alternativ durch die zweite integrale Homologie klassifiziert:
{\displaystyle [M,\operatorname {BU} (1)]\cong [M,K(\mathbb {Z} ,2)]\cong H^{2}(M,\mathbb {Z} ).}
Allgemeiner wirkt {\displaystyle H^{2}(M,\mathbb {Z} )} frei und transitiv auf den Spinᶜ-Strukturen.
Wegen der kanonischen Projektion {\displaystyle \operatorname {BSpin} ^{\mathrm {c} }(n)\rightarrow \operatorname {U} (1)/\mathbb {Z} _{2}\cong \operatorname {U} (1)} induziert jede Spinᶜ-Struktur ein kanonisches {\displaystyle \operatorname {U} (1)}-Hauptfaserbündel oder äquivalent ein komplexes Linienbündel.

## Eigenschaften
- Jede Spin-Struktur erzeugt eine kanonische Spinᶜ-Struktur.[3][4] Die Umkehrung gilt nicht, wie die komplexe projektive Ebene {\displaystyle \mathbb {C} P^{2}} zeigt.
- Jede Spinᶜ-Struktur erzeugt eine kanonische Spinʰ-Struktur. Die Umkehrung gilt nicht, wie die Wu-Mannigfaltigkeit {\displaystyle \operatorname {SU} (3)/\operatorname {SO} (3)} zeigt.
- Eine Mannigfaltigkeit {\displaystyle M} besitzt genau dann eine Spinᶜ-Struktur, wenn ihre dritte integrale Stiefel-Whitney-Klasse {\displaystyle W_{3}(M)} verschwindet, also die zweite Stiefel-Whitney-Klasse {\displaystyle w_{2}(M)} im Bild der kanonischen Projektion {\displaystyle H^{2}(M,\mathbb {Z} )\rightarrow H^{2}(M,\mathbb {Z} _{2})} liegt.[5]
- Jede orientierbare glatte Mannigfaltigkeit mit vier oder weniger Dimensionen hat eine Spinᶜ-Struktur.[4]
- Jede fastkomplexe Mannigfaltigkeit hat eine Spinᶜ-Struktur.[6][4]

Folgende Eigenschaften gelten allgemeiner für die Hebung auf die Lie-Gruppe {\displaystyle \operatorname {Spin} ^{k}(n):=\left(\operatorname {Spin} (n)\times \operatorname {Spin} (k)\right)/\mathbb {Z} _{2}}, wobei speziell für {\displaystyle k=2} gilt:
- Ist {\displaystyle M\times N} eine Spinᶜ-Mannigfaltigkeit, dann sind {\displaystyle M} und {\displaystyle N} jeweils Spinᶜ-Mannigfaltigkeiten.[7]
- Ist {\displaystyle M} eine Spin-Mannigfaltigkeit, dann ist {\displaystyle M\times N} genau dann eine Spinᶜ-Mannigfaltigkeit, wenn {\displaystyle N} eine Spinᶜ-Mannigfaltigkeit ist.[7]
- Für Spinᶜ-Mannigfaltigkeiten {\displaystyle M} und {\displaystyle N} gleicher Dimension ist ihre verbundene Summe {\displaystyle M\#N} ebenfalls eine Spinᶜ-Mannigfaltigkeit.[8]
- Es sind äquivalent:[9]
  - {\displaystyle M} ist eine Spinᶜ-Mannigfaltigkeit.
  - Es gibt ein Ebenenbündel {\displaystyle E\twoheadrightarrow M}, sodass {\displaystyle TM\oplus E} eine Spin-Struktur hat, also {\displaystyle w_{2}(TM)=w_{2}(E)}.
  - {\displaystyle M} lässt sich in eine Spin-Mannigfaltigkeit mit zwei Dimensionen mehr immersieren.
  - {\displaystyle M} lässt sich in eine Spin-Mannigfaltigkeit mit zwei Dimensionen mehr einbetten.